# José Antonio Sistiaga
José Antonio Sistiaga Mosso (Sant Sebastià, 4 de maig de 1932 - Sant Joan Lohizune, 25 de juny de 2023) va ser cineasta i artista experimental basc conegut pel seu llargmetratge d'animació dibuixada sobre pel·lícula ... era erera baleibu izik subua aruaren ... (1968–70).

## Primeres obres
Durant la Guerra Civil espanyola, com a fill d'un basc republicà, José Antonio Sistiaga va haver de fugir de Bilbao amb part de la seva família a Bordeus després del bombardeig de Guernica l'abril de 1937. El 1955 s'instal·là a París on va conèixer el pintor andalús Manuel Duque, va executar els seus primers quadres a París, en el context del moviment de la pintura informal. Les seves primeres obres (pintures negres) daten de 1959: abstractes, no geomètriques, es podrien comparar amb les obres d'Henri Michaux o de Jean Fautrier, malgrat que Sistiaga mai no havia sentit parlar d'aquests artistes en aquest moment.
De tornada al País Basc, Sistiaga va conèixer l'escultor Jorge Oteiza. L'any 1963 va crear un taller de lliure expressió dedicat als nens, influenciat pel mètode pedagògic alternatiu de Celestin Freynet; va col·laborar en aquesta direcció amb l'artista Esther Ferrer per a un projecte amb seu a Elorrio. Durant aquests anys (dècada dels 60) Sistiaga va tenir una autèntica estratègia artística interdisciplinària i un interès entre la docència alternativa, les performances, la música contemporània i el cinema. El 1966, va formar juntament amb altres artistes bascos l'influent grup d'avantguarda Gaur. Aquest col·lectiu va reunir els següents artistes: Jorge Oteiza, Rafael Ruiz Balerdi, Eduardo Chillida, Remigio Mendiburu, Néstor Basterretxea, Amable Arias, José Luis Zumeta i José Antonio Sistiaga. Sistiaga va centrar les seves obres pictòriques i gràfiques en l'energia, el moviment, el gest: les seves obres sobre tela o paper semblen sismògrafs de sensibilitats i emocions.

## Ensenyaments alternatius, conferències i actuacions
Sistiaga va descobrir a París el taller alternatiu artístic dedicat als nens creat per Arno Stern: L'Académie des jeudis. Stern va buscar revelar la creativitat original dels nens, lluny de l'educació artística. Sistiaga crearà tallers similars quan torni a Espanya (Sant Sebastià) amb l'ajuda de l'artista Esther Ferrer: La Academia de los jueves, que estarà activa des del 1963 fins al 1968. Paral·lelament, va estar en contacte amb Celestin Freinet, que va crear el Mètode Freinet de la docència, basat en el desenvolupament. del nen des de les seves pròpies capacitats. Sistiaga va organitzar exposicions de creacions infantils al País Basc, de vegades amb obres pròpies

## Cinema experimental
Després de veure a París una pel·lícula de Norman MacLaren, va decidir millorar aquest mitjà per passar per alt les seves estratègies pictòriques. Va exhibir la seva primera pel·lícula l'any 1968 al Festival de Curtmetratges de Bilbao. Titulat ... era erera baleibu izik subua aruaren ... (una frase absurda encunyada per l'amic de Sistiaga, Rafa Ruiz Balerdi), va guanyar un premi a la millor pel·lícula experimental. Aquest curt de 10 minuts, pintat a mà amb un estil de dibuixos animats força convencional, després va ser rebatejat com a De la Luna a Euskadi.
Gràcies a l'ajuda del col·leccionista i mecenes navarrès Juan Huarte, que va crear una productora cinematogràfica X-Films per produir pel·lícules realitzades per artistes bascos del Moviment Gaur (Balerdi, Basterretxea, Sistiaga), l'artista va començar a pintar la seva obra mestra abstracte el 1968. Van trigar 17 mesos de 10 a 12 hores diàries per completar-se. El ... era erera baleibu izik subua aruaren ..., mut, de 75 minuts, es va exposar per primera vegada a Madrid l'any 1970. La tècnica és pel·lícula pintada a mà. Sistiaga va utilitzar el mateix vocabulari de les seves pintures (línies, punts, color) a la pel·lícula de cel·luloide i va obtenir patrons aleatoris de punts de colors que evoquen la matèria atòmica o la "sopa primitiva" de l'univers. Les projeccions posteriors van tenir lloc a Londres, París, Barcelona i Nova York.
Cadascun dels aproximadament 108.000 fotogrames de ...era erera és completament únic i apareix a la pantalla només 1/24 de segon. No es van utilitzar tècniques d'impressió òptica ni efectes fotogràfics especials en la seva producció.... era erera baleibu izik subua aruaren ... és el primer exemple de llargmetratge de realització de cinema "directe" sense càmera, una tècnica acurada que es remunta a principis del 1900. Altres artistes coneguts del gènere són Len Lye, Harry Smith, Norman McLaren (l'obra del qual Sistiaga cita com a influència directa) i Stan Brakhage.
L'any 1972, José Antonio Sistiaga va participar en l'esdeveniment internacional d'art Encuentros de Pamplona amb la pintura i les seves pel·lícules. Juan Huarte (patró de l'acte) li va encarregar el rodatge d'una pel·lícula sobre l'esdeveniment on van participar els compositors estatunidencs John Cage, Steve Reich i els europeus Luc Ferrari i José Luis Isasa. Durant aquest període, Sistiaga va pintar grans quadres amb corbes, línies sobre tela blanca

## Pel·lícules posteriors pintades a mà i quadres recents
El 1988-89, Sistiaga va pintar una nova pel·lícula directa Impresiones en la alta atmósfera en format horitzontal de 70 mm i 15 perf., destinada a l'exposició en pantalla gegant de cinemes IMAX i Omnimax.
Des de mitjans dels 90, l'artista va aconseguir un espai generós al barri de l'Antiguo (a Sant Sebastià), que li va permetre produir el seu llenç més gran: Cosmos Oceano, The Four Seasons, l'homenatge de Maurice Ravel són alguns d'ells.
El 1991 es van completar dues pel·lícules addicionals de 35 mm amb una tècnica diferent, filmant transparències pintades a mà, Paisaje inquietante Nocturno i En un jardin imaginado.
Des de llavors, Sistiaga va començar a treballar en una nova pel·lícula sobre cel·luloide de 70 mm amb format IMAX: Han. Sobre el sol. Encara inacabada (només s'han estrenat 2 minuts), aquesta pel·lícula explora la iconografia còsmica d'estrelles i galàxies; amb aquest objectiu, l'artista va utilitzar dues tècniques d'animació: "pel·lícula directa" (pel·lícula pintada a mà) i animació fotograma a fotograma per a fixar en el fotograma una forma.
Els processos pictòrics i cinematogràfics es nodreixen mútuament en les obres de Sistiaga. L'artista treballa des de l'any 2011 en una nova tipologia de pintures a bord, seguint la tècnica de goteig de Jackson Pollock; aquesta sèrie està formada per dos tipus d'obres: primer, aquells que reben l'impacte del gest sobre la superfície del tauler i, segon, aquells que recullen esquitxades o esquitxades des de la distància. Aquesta estratègia que té com a objectiu recollir a la superfície traces d'energia vital, té vincles amb processos alquímics o per exemple l'interès dels artistes pel magnetisme i totes les altres emanacions de l'invisible.
Les seves pel·lícules formen part de col·leccions permanents de museus eminents del món: Centre Pompidou, Musée national d'art moderne (París) i Museo de arte Reina Sofia de Madrid. Les pintures de Sistiaga es poden veure al Museu de belles arts de Bilbao, al Museo San Telmo de Sant Sebastià o al Museo nacional Centro de arte Reina Sofia de Madrid.

## Filmografia
- ... era erera baleibu izik subua aruaren ... (retitulat De la Luna a Euskadi) (1968) (35mm, mut, 8 minuts)
- ... era erera baleibu izik subua aruaren ... (1968–70) (35mm, mut, 75 minuts)
- Ana (1970) (16mm, sound, 7 minuts)
- Laztanak (1970) (16mm, 85 minuts)
- Encuentros 1972, Pamplona (1972) (16mm, mut)
- Impresiones en la alta atmósfera (1988–89) (70mm 15-perf, sound, 7 minuts)
- Paisaje inquietante Nocturno (1991) (35mm, sound, 14 minuts)
- En un jardin imaginado (1991) (35mm, sound, 14 minuts)
- Han (sobre el sol) (1992; in progress) (70mm 15-perf, sonors, actually 2 minuts)

## Pel·lícules sobre José Antonio Sistiaga
- Sistiaga. A Basque Story. Dirigida i produïda per Manuel Sorto. 2014. 100 min.